# Галерија „212”
Галерија „212” је установа културе у Београду. Налази се у улици Влајковићева 25.

## Историја
Галерија „212” је основана 2008. године са циљем да промовише савремено ликовно стваралаштво, како кроз презентацију дела реномираних аутора и афирмацију радова младих уметника у оквиру сталне изложбене поставке, тако и кроз организовање самосталних изложби. У протеклих десет година организовано је двадесет девет самосталних изложби ликовних уметника. Организовали су изложбе „Исто, са разликом” Милана Сташевића и „Улични музичари” Владе Костова 2015, „Међупростор” Лидије Делић, „Сада овде – тамо тада” Зорана Гребенаровића и „Освајање белине” Цветка Лаиновића 2016, „Магновење” Вјере Дамјановић, „Безнађе савременог човека” Милана Блануше, „Велови” Владимира Дуњића и „Скулптуре и рељефи Богдановића” 2017. и „Сећање на Васиљева” 2018. године.